# 横冚
横冚是中国广东省广州市从化区的一个自然村。在太平镇东南面约9千米，属高田村管辖。清朝时建村，以当地地名命名。1998年时，全村人口110人。